# Torres do Mondego
Torres do Mondego é uma povoação portuguesa sede da Freguesia de Torres do Mondego do Município de Coimbra, freguesia com 16,67 km² de área e 2034 habitantes (censo de 2021) A sua densidade populacional é 122 hab./km²
Esta freguesia, criada em 1 de fevereiro de 1934, é constituída pelos lugares de Barca do Mondego, Carvalhosas, Casal da Misarela, Casal do Lobo, Cova do Ouro, Dianteiro, Misarela, Palheiros, Ribeira da Misarela, Torres do Mondego, Vale de Canas e Zorro.

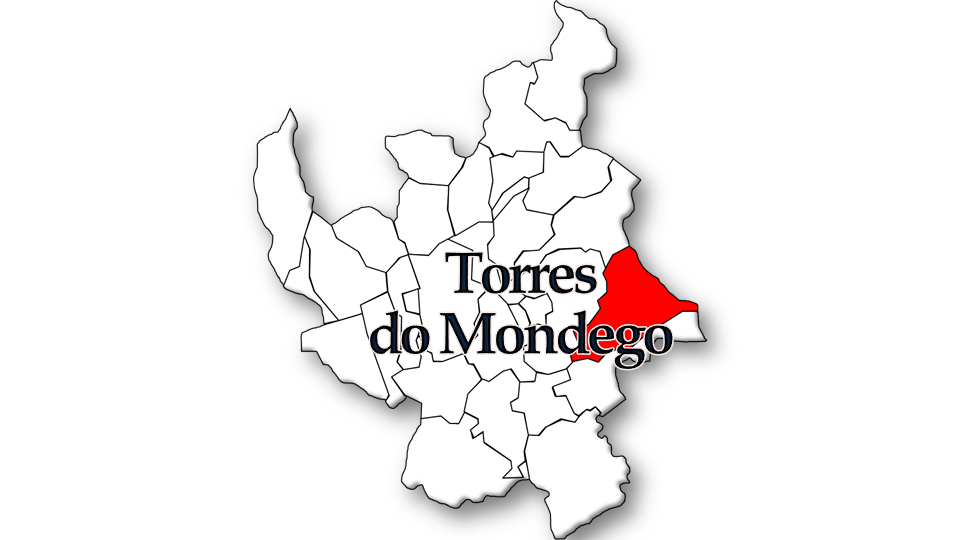
Localização da freguesia no Município de Coimbra

## Demografia
Nota: freguesia criada pelo Decreto-Lei nº 23.534, de 01/02/1934, com lugares desanexados da freguesia de Santo António dos Olivais (Fonte: INE)
A população registada nos censos foi:
| Distribuição da População por Grupos Etários | Distribuição da População por Grupos Etários | Distribuição da População por Grupos Etários | Distribuição da População por Grupos Etários | Distribuição da População por Grupos Etários |
| -------------------------------------------- | -------------------------------------------- | -------------------------------------------- | -------------------------------------------- | -------------------------------------------- |
| Ano                                          | 0-14 Anos                                    | 15-24 Anos                                   | 25-64 Anos                                   | > 65 Anos                                    |
| 2001                                         | 287                                          | 326                                          | 1430                                         | 507                                          |
| 2011                                         | 260                                          | 207                                          | 1325                                         | 610                                          |
| 2021                                         | 181                                          | 163                                          | 1013                                         | 677                                          |

## Geografia
Na freguesia de Torres do Mondego existe a Praia Fluvial de Palheiros e Zorro, a Mata Nacional de Vale de Canas (PR1 CBR, PR2 CBR, PR3 CBR), e trechos pertencentes às rotas do Caminho Central Português de Santiago e dos Caminhos de Fátima (Caminho Natural da Espiritualidade).
Nesta povoação há uma escola básica, um centro social, uma igreja, seis capelas, quatro pavilhões associativos e recreativos, três espaços para eventos (Pedra Aguda, Centro de Eventos Valle de Canas e Quinta da Barca D'Oiro), um restaurante, três cemitérios e várias fontes.
O topónimo «Torres» não deixa dúvidas quanto ao tipo de fortificação, posto avançado de precioso contributo, que nos primórdios da nação serviu como defesa da cidade de Coimbra, desde as bandas do sueste.
O território da Freguesia de Torres do Mondego estende-se para Este/Nordeste ao longo das duas margens do Mondego, ocupando as vertentes cultiváveis do vale encaixado. Nesta Freguesia, rural por excelência, as suas povoações souberam manter, nas últimas décadas, as suas características próprias, escapando á expansão da construção urbana e evoluindo de forma equilibrada.
O Rio Mondego e o seu vale encaixado representam o geomorfológico mais marcante deste território, dando à paisagem um cunho serrano muito diferente das paisagens a jusante, já em pleno curso inferior do rio.

## Fauna e flora
O abandono agrícola das décadas de 1970-1980 e as transformações do leito do Mondego pós-barragens trouxeram impactos decisivos na diversidade faunistica ao longo do todo o vale fluvial. Roedores como os coelhos e esquilos permitem a fixação de uma população migratória do milhafre real e de alguns casais de águia de asa redonda. Javalis e raposas permitem avistamentos frequentes, sendo também possível avistar o esquivo gato torrão (geneta).
Dentro de água a diversidade das espécies piscícolas e a rica população de anfíbios e do repteis alimenta garças cinzentas e brancas, corvos marinhos e, ocasionalmente, a águia pesqueira.
São ainda comuns nesta área o gaio, o corvo, a rola, a coruja das torres e o emblemático guarda-rios O reaparecimento da lontra atesta a qualidade destes habitats. Espécies migradoras, corno a lampreia e o sável são expectáveis após a construção da escada de peixe do açude de Coimbra.
A zona envolvente apresenta uma considerável diversidade florística, com biotopos de elevado valor ecológico. Por entre as povoações mistas de pinheiro e eucalipto, merecem destaque as manchas do carvalho-cerquinho, sobreiro o carvalho alvarinho.
A riqueza da vegetação arbustiva exprime-se pela cresceste quantidade de carrasco, medronheiro, loureiro, roseira brava, sabugueiro. pilreteiro, entre outros.
Estas espécies constituem a cobertura vegetal primitiva destas encostas. verificando hoje o seu regresso após o processo de abandono agrícola e tonificado pelo grande incêndio de 2005. A galeria ripícola constituída essencialmente por salgueiro negro, choupo negro, salgueiro branco, freixo o choupo branco servem de acolhimento a uma grande variedade de aves.